# Lijst van Nederlandse films (2010-2019)
Dit is een lijst van Nederlandse films in de periode van 2010 t/m 2019, in chronologische volgorde.

## Lijst

### 2010
| Titel                                          | Jaar              | Regisseur                       | Acteurs | Genre                               | Bijzonderheden                                     |
| ---------------------------------------------- | ----------------- | ------------------------------- | --- | ----------------------------------- | -------------------------------------------------- |
| Joy                                            | 14 februari 2010  | Mijke de Jong                   | Samira Maas Coosje Smid Dragan Bakema                                                                                       | Drama                               |                                                    |
| Iep!                                           | 17 februari 2010  | Rita Horst                      | Huub Stapel Joke Tjalsma Kenadie Jourdin-Bromley                                                                            | Familiefilm                         |                                                    |
| Gangsterboys                                   | 18 februari 2010  | Paul Ruven                      | Georgina Verbaan Yes-R | Komedie                             |                                                    |
| Snuf en de IJsvogel                            | 20 februari 2010  | Steven de Jong                  | Ydwer Bosma Joosje Duk Rense Westra                                                                                         | Familiefilm                         |                                                    |
| Zwart water                                    | 11 maart 2010     | Elbert van Strien               | Hadewych Minis Barry Atsma                                                                                                  | Horror                              |                                                    |
| Verloren jaren                                 | 22 maart 2010     | Bas Labruyère                   | Wouter de Jong Frederik de Groot                                                                                            | Drama                               |                                                    |
| First Mission                                  | 25 maart 2010     | Boris Pavel Conen               | Anniek Pheifer Tygo Gernandt                                                                                                | Drama                               |                                                    |
| Kom niet aan mijn kinderen                     | 6 mei 2010        | Ron Termaat                     | Karina Smulders Thom Hoffman                                                                                                | Drama                               |                                                    |
| De vliegenierster van Kazbek                   | 8 april 2010      | Ineke Smits                     | Sallie Harmsen Jack Wouterse                                                                                                | Drama                               |                                                    |
| De gelukkige huisvrouw                         | 15 april 2010     | Antoinette Beumer               | Carice van Houten Jaap Spijkers                                                                                             | Drama                               | naar het boek van Heleen van Royen                 |
| Life is an Art                                 | 7 juli 2010       | Jayant R. Harnam                | Alison Carroll Martin Swabey                                                                                                | Thriller                            |                                                    |
| Shocking Blue                                  | 12 augustus 2010  | Mark de Cloe                    | Lisa Smit Dragan Bakema | Drama                               |                                                    |
| Sterke verhalen                                | 19 augustus 2010  | Kees van Nieuwkerk Teddy Cherim | Achmed Akkabi | Komedie                             |                                                    |
| Vreemdbloed                                    | 2 september 2010  | Johan Timmers                   | Wim Opbrouck Viviane De Muynck Jelle de Jong                                                                                | Drama                               |                                                    |
| Tirza                                          | 22 september 2010 | Rudolf van den Berg             | Gijs Scholten van Aschat Sylvia Hoeks Johanna ter Steege                                                                    | Drama                               | openingsfilm van het Nederlands Film Festival 2010 |
| De Leugen                                      | 25 september 2010 | Robert Oey                      | Ayaan Hirsi Ali Rita Verdonk Hilbrand Nawijn                                                                                | Documentairefilm                    |                                                    |
| Ernst, Bobbie en het geheim van de Monta Rossa | 6 oktober 2010    | Pieter Walther Boer             | Erik van Trommel Gert-Jan van den Ende                                                                                      | Jeugd                               |                                                    |
| Foeksia de Miniheks                            | 6 oktober 2010    | Johan Nijenhuis                 | Rachelle Verdel Porgy Franssen                                                                                              | Fantasy                             |                                                    |
| LelleBelle                                     | 9 oktober 2010    | Mischa Kamp                     | Anna Raadsveld Benja Bruijning Charlie Chan Dagelet                                                                         | Romantiek Erotiek Coming-of-agefilm |                                                    |
| Sinterklaas en het Pakjes Mysterie             | 13 oktober 2010   | Martijn van Nellestijn          | Pamela Teves Inge Ipenburg                                                                                                  | Familiefilm                         |                                                    |
| Briefgeheim                                    | 14 oktober 2010   | Simone van Dusseldorp           | Daan Schuurmans Lies Visschedijk Hanna Obbeek                                                                               | Familiefilm                         | naar het boek van Jan Terlouw                      |
| Schemer                                        | 14 oktober 2010   | Hanro Smitsman                  | Melody Klaver Gaite Jansen                                                                                                  | Drama                               |                                                    |
| Lang & Gelukkig                                | 14 oktober 2010   | Pieter Kramer                   | Arjan Ederveen Gijs Naber Jack Wouterse                                                                                     | Drama                               |                                                    |
| Majesteit                                      | 28 oktober 2010   | Peter de Baan                   | Carine Crutzen Gijs Naber Hadewych Minis                                                                                    | Drama                               |                                                    |
| Snuf en het spookslot                          | 30 oktober 2010   | Steven de Jong                  | Ydwer Bosma Joosje Duk Pim Wessels                                                                                          | Familiefilm                         |                                                    |
| Sint                                           | 11 november 2010  | Dick Maas                       | Bert Luppes Huub Stapel Egbert-Jan Weeber                                                                                   | Horror                              |                                                    |
| Richting West                                  | 18 november 2010  | Nicole van Kilsdonk             | Stefan Rokebrand Susan Visser Viggo Waas                                                                                    | Drama                               |                                                    |
| Dik Trom                                       | 24 november 2010  | Arne Toonen                     | Michael Nierse Fiona Livingston Eva Van Der Gucht                                                                           | Komedie Jeugd                       |                                                    |
| De eetclub                                     | 25 november 2010  | Robert Jan Westdijk             | Bracha van Doesburgh Mark van Eeuwen Angela Schijf Peter-Paul Mulder Birgit Schuurman Thom Hoffman Halina Reijn Bas Keijzer | Drama                               | naar het boek van Saskia Noort                     |
| Het Geheim                                     | 1 december 2010   | Joram Lürsen                    | Theo Maassen Chantal Janzen Daan Schuurmans Thor Braun                                                                      | Familiefilm                         |                                                    |
| New Kids Turbo                                 | 9 december 2010   | Steffen Haars Flip van der Kuil | Huub Smit Tim Haars Wesley van Gaalen                                                                                       | Komedie                             |                                                    |
| Loft                                           | 16 december 2010  | Antoinette Beumer               | Barry Atsma Gijs Naber Fedja van Huêt                                                                                       | Drama Thriller                      |                                                    |

### 2011
| Titel                                     | Jaar              | Regisseur                       | Acteurs                                                                          | Genre                   | Bijzonderheden                                                                 |
| ----------------------------------------- | ----------------- | ------------------------------- | -------------------------------------------------------------------------------- | ----------------------- | ------------------------------------------------------------------------------ |
| Sonny Boy                                 | 27 januari 2011   | Maria Peters                    | Ricky Koole Sergio Hasselbaink Marcel Hensema Micha Hulshof Wouter Zweers        | Drama                   |                                                                                |
| Mijn opa de bankrover                     | 9 februari 2011   | Ineke Houtman                   | Michiel Romeyn                                                                   | Komedie                 |                                                                                |
| Pizza Maffia                              | 15 februari 2011  | Tim Oliehoek                    | Iliass Ojja                                                                      | Komedie                 |                                                                                |
| Gooische Vrouwen                          | 10 maart 2011     | Will Koopman                    | Linda de Mol Susan Visser                                                        | Komedie                 |                                                                                |
| Black Butterflies                         | 31 maart 2011     | Paula van der Oest              | Rutger Hauer Carice van Houten                                                   | Drama                   | Gouden Kalf beste Lange Speelfilm                                              |
| Alle tijd                                 | 14 april 2011     | Job Gosschalk                   | Paul de Leeuw Karina Smulders                                                    | Drama                   |                                                                                |
| Rabat                                     | 9 juni 2011       | Jim Taihuttu Victor Ponten      | Nasrdin Dchar Achmed Akkabi                                                      | Drama Roadmovie         | Gouden Kalf Dchar beste acteur                                                 |
| Penny's Shadow                            | 9 juni 2011       | Steven de Jong                  | Liza Sips Levi van Kempen                                                        | Jeugdfilm               |                                                                                |
| Claustrofobia                             | 10 juni 2011      | Bobby Boermans                  | Carolien Spoor Thijs Römer                                                       | Thriller                |                                                                                |
| Mijn vader is een detective: De wet van 3 | 21 juli 2011      | Will Wissink                    | Cees Geel Willeke van Ammelrooy                                                  | Jeugdfilm               |                                                                                |
| Caged                                     | 1 september 2011  | Stephan Brenninkmeijer          | Chantal Demming Joep Sertons Victor Reinier                                      | Thriller                | eerste Nederlandse speelfilm die exclusief op video on demand in première ging |
| Amsterdam Heavy                           | 7 september 2011  | Michael Wright                  | Fajah Lourens Michael Madsen Jeroen Post Semmy Schilt                            | Actie                   |                                                                                |
| Isabelle                                  | september 2011    | Ben Sombogaart                  | Halina Reijn Tineke Caels Wim Opbrouck Monique van de Ven Edwin de Vries         | Psychologische Thriller |                                                                                |
| De president                              | 15 september 2011 | Erik de Bruyn                   | Achmed Akkabi Najib Amhali Charlie Chan Dagelet Frank Lammers Ruben van der Meer | Komedie                 |                                                                                |
| De bende van Oss                          | 21 september 2011 | André van Duren                 | Sylvia Hoeks Frank Lammers Daan Schuurmans Pierre Bokma                          | Misdaad Historie        | openingsfilm van het Nederlands Film Festival                                  |
| Bennie Stout                              | 5 oktober 2011    | Johan Nijenhuis                 | Hanna Verboom Koert-Jan de Bruijn                                                | Jeugdfilm               |                                                                                |
| Sinterklaas en het Raadsel van 5 December | 5 oktober 2011    | Martijn van Nellestijn          | Wim Rijken Pamela Teves                                                          | Jeugdfilm               |                                                                                |
| All Stars 2: Old Stars                    | 10 oktober 2011   | Jean van de Velde               | Danny de Munk                                                                    | Drama Komedie           |                                                                                |
| Patatje oorlog                            | 12 oktober 2011   | Nicole van Kilsdonk             | Johnny de Mol Rifka Lodeizen                                                     | Jeugdfilm               |                                                                                |
| Razend                                    | 12 oktober 2011   | Dave Schram                     | Abbey Hoes Ko Zandvliet                                                          | Jeugd Drama             | naar het boek van Carry Slee                                                   |
| De Heineken Ontvoering                    | 27 oktober 2011   | Maarten Treurniet               | Rutger Hauer Teun Kuilboer                                                       | Drama Misdaad           |                                                                                |
| Levenslang                                | 30 oktober 2011   | Sjoerd de Bont Roel de Laat     | Jim Bakkum Lone van Roosendaal Sjoerd de Bont                                    | Thriller                |                                                                                |
| Onder Ons                                 | 10 november 2011  | Marco van Geffen                | Dagmar Bak Rifka Lodeizen                                                        | Drama                   |                                                                                |
| 170 Hz                                    | 1 maart 2011      | Joost van Ginkel                | Gaite Jansen Michael Muller Robert de Hoog                                       | Drama                   |                                                                                |
| Nova Zembla                               | 24 november 2011  | Reinout Oerlemans               | Robert de Hoog Derek de Lint Victor Reinier Jan Decleir                          | Drama Historie          | eerste Nederlandstalige avondvullende stereoscopische film                     |
| Dolfje Weerwolfje                         | 30 november 2011  | Joram Lürsen                    | Kim van Kooten Remco Vrijdag Maas Bronkhuyzen Ole Kroes                          | Jeugdfilm               |                                                                                |
| New Kids Nitro                            | 8 december 2011   | Steffen Haars Flip van der Kuil | Tim Haars Huub Smit                                                              | Komedie                 |                                                                                |

### 2012
| Titel                                                       | Jaar             | Regisseur                | Acteurs | Genre                           | Bijzonderheden                    |
| ----------------------------------------------------------- | ---------------- | ------------------------ | --- | ------------------------------- | --------------------------------- |
| Doodslag                                                    | 12 januari 2012  | Pieter Kuijpers          | Theo Maassen Gijs Scholten van Aschat Maryam Hassouni                                                                                   | Thriller                        | geproduceerd als telefilm         |
| Süskind                                                     | 19 januari 2012  | Rudolf van den Berg      | Jeroen Spitzenberger Nasrdin Dchar Nyncke Beekhuyzen                                                                                    | Drama Oorlog                    |                                   |
| Black Out                                                   | 26 januari 2012  | Arne Toonen              | Raymond Thiry Katja Schuurman Birgit Schuurman                                                                                          | Komedie Misdaad                 | geproduceerd als telefilm         |
| Achtste-groepers huilen niet                                | 15 februari 2012 | Dennis Bots              | Hanna Obbeek Lieke van Lexmond Nils Verkooijen Loek Peters                                                                              | Jeugd                           | naar het boek van Jacques Vriens  |
| Tony 10                                                     | 15 februari 2012 | Mischa Kamp              | Jeroen Spitzenberger Faas Wijn Annet Malherbe                                                                                           | Jeugd                           |                                   |
| Lena                                                        | 16 februari 2012 | Christophe Van Rompaey   | Emma Levie Niels Gomperts Jeroen Willems                                                                                                | Drama                           |                                   |
| Nick                                                        | 16 februari 2012 | Fow Pyng Hu              | Merijn de Jong Marcel Hensema Elisa Beuger                                                                                              | Drama                           |                                   |
| Zombibi                                                     | 16 februari 2012 | Martijn Smits            | Gigi Ravelli Yahya Gaier Mimoun Ouled Radi                                                                                              | Komedie Horror                  |                                   |
| De Goede Dood                                               | 23 februari 2012 | Wannie de Wijn           | Huub Stapel Peter Tuinman Wilbert Gieske                                                                                                | Drama                           |                                   |
| Taped                                                       | 23 februari 2012 | Diederik van Rooijen     | Barry Atsma Susan Visser | Thriller                        |                                   |
| Plan C                                                      | 1 maart 2012     | Max Porcelijn            | Ruben van der Meer René van 't Hof Ton Kas                                                                                              | Komedie Misdaad                 |                                   |
| Quiz                                                        | 22 maart 2012    | Dick Maas                | Barry Atsma Pierre Bokma Hanna Verboom Loek Peters                                                                                      | Thriller                        |                                   |
| Hemel                                                       | 29 maart 2012    | Sacha Polak              | Hannah Hoekstra Hans Dagelet Eva Duijvestein                                                                                            | Drama                           |                                   |
| SWCHWRM                                                     | 4 april 2012     | Froukje Tan              | Hans Dagelet Georgina Verbaan | Familiefilm                     |                                   |
| Cop vs Killer                                               | 16 april2012     | Simon de Waal / Hans Pos | Marcel Hensema Jeroen Willems Kees Boot                                                                                                 | Misdaad Thriller Televisiedrama | geproduceerd als telefilm         |
| Kauwboy                                                     | 19 april 2012    | Boudewijn Koole          | Rick Lens Loek Peters Ricky Koole | Jeugdfilm                       |                                   |
| Oom Henk                                                    | 7 mei 2012       | Elbert van Strien        | Hans Kesting Tobias Nierop Hajo Bruins                                                                                                  | Thriller Komedie                | telefilm                          |
| Jackie                                                      | 10 mei 2012      | Antoinette Beumer        | Holly Hunter Carice van Houten Jelka van Houten                                                                                         | Comedy Drama                    |                                   |
| Brammetje Baas                                              | 27 juni 2012     | Anna van der Heide       | Tjebbo Gerritsma Katja Herbers | Jeugdfilm                       |                                   |
| Joris & Boris en het geheim van de tempel                   | juli 2012        | Martijn van Nellesteijn  | Ralf Mackenbach Rick Mackenbach | Jeugdfilm                       |                                   |
| De verbouwing                                               | 6 september 2012 | Will Koopman             | Tjitske Reidinga Peter Blok | Drama Thriller                  |                                   |
| Mees Kees                                                   | 3 oktober 2012   | Barbara Bredero          | Cas Jansen Willem Voogd | Jeugdfilm                       |                                   |
| Nono, het zigzagkind                                        | 3 oktober 2012   | Vincent Bal              | Fedja van Huêt Isabella Rosselini | Jeugdfilm                       | openingsfilm Filmfestival Utrecht |
| Bellicher: Cel                                              | 3 oktober 2012   | Peter de Baan            | Daan Schuurmans Anna Drijver Tim Murck Anniek Pheifer Gijs Naber Benja Bruijning Huub Stapel Joost Koning Sanne den Hartogh Lykele Muus | Drama Thriller                  | bekend van de serie Bellicher     |
| Mijn vader is een detective: The Battle                     | 11 oktober 2012  | Will Wissink             | Cees Geel Rick Mackenbach | Jeugdfilm                       |                                   |
| Alleen maar nette mensen                                    | 11 oktober 2012  | Lodewijk Crijns          | Jeroen Krabbé Géza Weisz Wouter Zweers                                                                                                  | Drama Komedie                   |                                   |
| De marathon                                                 | 18 oktober 2012  | Diederick Koopal         | Frank Lammers Martin van Waardenberg Martijn Lakemeier                                                                                  | Drama Komedie                   |                                   |
| The Domino Effect                                           | 18 oktober 2012  | Paula van der Oest       | Theo Maassen Jelka van Houten | Drama Mozaïek                   |                                   |
| Het meisje en de dood                                       | 15 november 2012 | Jos Stelling             | Sylvia Hoeks | Drama                           | Gouden kalf, beste film 2012      |
| Alles is familie                                            | 22 november 2012 | Joram Lursen             | Carice van Houten | Drama Komedie                   | opvolger van Alles is Liefde      |
| Koning van Katoren                                          | 5 december 2012  | Ben Sombogaart           | Mignus Dagelet Abbey Hoes | Drama Avontuur                  | naar het boek van Jan Terlouw.    |
| Omega                                                       | 7 december 2012  | Patrick Haagmans         | Nelly Frijda Armin Scheuten Peter Huizing                                                                                               | Thriller                        |                                   |
| De groeten van Mike!                                        | 12 december 2012 | Maria Peters             | Bracha van Doesburgh Maas Bronkhuyzen Faas Wijn                                                                                         | Jeugd                           |                                   |
| Het bombardement. ook wel Het bombardement van Rotterdam    | 20 december 2012 | Ate de Jong              | Jan Smit Roos van Erkel | Oorlogsdrama                    |                                   |
| De Club van Sinterklaas & Het Geheim van de Speelgoeddokter | 2012             | Pieter Walther Boer      | Wilbert Gieske Beryl van Praag | Jeugdfilm                       |                                   |

### 2013
| Titel                                     | Jaar              | Regisseur                                                                                 | Acteurs                                                                              | Genre                   | Bijzonderheden                                                      |
| ----------------------------------------- | ----------------- | ----------------------------------------------------------------------------------------- | ------------------------------------------------------------------------------------ | ----------------------- | ------------------------------------------------------------------- |
| Verliefd op Ibiza                         | 31 januari 2013   | Johan Nijenhuis                                                                           | Jan Kooijman Kim Feenstra Simone Kleinsma Lone van Roosendaal                        | Komedie                 |                                                                     |
| Matterhorn                                | 7 februari 2013   | Diederik Ebbinge                                                                          | Ton Kas René van 't Hof                                                              | Drama                   | geproduceerd als telefilm                                           |
| Bobby en de geestenjagers                 | 14 februari 2013  | Martin Lagestee                                                                           | Nils Verkooijen Hanna Obbeek                                                         | Familiefilm             |                                                                     |
| Ushi Must Marry                           | 14 februari 2013  | Paul Ruven                                                                                | Wendy van Dijk Chris North                                                           | Komedie                 |                                                                     |
| De ontmaagding van Eva van End            | 14 februari 2013  | Michiel ten Horn                                                                          | Ton Kas Vivian Dierickx                                                              | Drama                   |                                                                     |
| De wederopstanding van een klootzak       | 21 februari 2013  | Guido van Driel                                                                           | Yorick van Wageningen                                                                | Komedie Drama           |                                                                     |
| Lotgenoten                                | 14 maart 2013     | Stephan Brenninkmeijer                                                                    | Alfred Heppener Heleen van Doremalen Marleen Maathuis                                | Drama                   |                                                                     |
| &ME                                       | 21 maart 2013     | Norbert ter Hall                                                                          | Mark Waschke Teun Luijkx Verónica Echegui                                            | Romantische Komedie     |                                                                     |
| Valentino                                 | 21 maart 2013     |                                                                                           | Najib Amhali Johnny de Mol                                                           | Komedie                 |                                                                     |
| Steekspel                                 | 28 maart 2013     | Paul Verhoeven                                                                            | Gaite Jansen Peter Blok                                                              | Drama                   |                                                                     |
| APP                                       | 4 april 2013      | Bobby Boersma                                                                             | Hannah Hoekstra                                                                      | Drama                   |                                                                     |
| Daglicht                                  | 11 april 2013     | Diederik van Rooijen                                                                      | Angela Schijf Monique van de Ven Fedja van Huêt                                      | Drama                   |                                                                     |
| Boven is het stil                         | 25 april 2013     | Nanouk Leopold                                                                            | Jeroen Willems Henri Garcin                                                          | Drama                   |                                                                     |
| Leve Boerenliefde                         | 16 mei 2013       | Steven de Jong                                                                            | Cas Jansen Tatum Dagelet Dirk Zeelenberg Waldemar Torenstra                          | Drama Komedie           |                                                                     |
| Toegetakeld door liefde                   | 30 mei 2013       | Ari Deelder                                                                               | Raymond Thiry                                                                        | Drama                   |                                                                     |
| Spijt!                                    | 20 juni 2013      | Dave Schram                                                                               | Stefan Collier Nils Verkooijen                                                       | Drama                   | naar het boek van Carry Slee                                        |
| Kankerlijers                              | 27 juni 2013      | Lodewijk Crijns                                                                           | Massimo Pesik Nicolette van Dam                                                      | Drama                   |                                                                     |
| Borgman                                   | 29 augustus2013   | Alex van Warmerdam                                                                        | Annet Malherbe Hadewych Minis Eva van de Wijdeven                                    | Absurdistische thriller | nominatie Gouden Palm Golden Tower, Europees filmfestival van Palić |
| Het meisje met negen pruiken              | 5 september 2013  | Marc Rothemund                                                                            | Lisa Tomaschewsky                                                                    | Drama                   |                                                                     |
| De Nieuwe Wildernis                       | 23 september 2013 | Mark Verkerk                                                                              | Harry Piekema (voice-over)                                                           | Documentaire            | première Amsterdam (Koninklijk Concertgebouw)                       |
| 48 minuten                                | 26 september 2013 | Raymi Sambo Sjoerd de Bont Fedor van Rossem Bart Termorshuizen Hidde Simons Jens Rijsdijk | Pamela Teves Raymi Sambo Everon Jackson Hooi Liza Sips William Spaaij Jörgen Raymann | Zwarte komedie          | première Nederlands Film Festival                                   |
| Wolf                                      | 19 september 2013 | Jimmy Taihuttu                                                                            | Nacrin Dhar                                                                          | Drama                   |                                                                     |
| Hoe duur was de suiker                    | 28 september 2013 | Jean van de Velde                                                                         | Gaite Jansen Benja Bruijning                                                         | Drama                   |                                                                     |
| Smoorverliefd                             | 12 september 2013 | Hilde van Mieghem                                                                         | Anna Drijver Johnny de Mol Susan Visser                                              | Komedie                 |                                                                     |
| Chez Nous                                 | 2 oktober 2013    | Tim Oliehoek                                                                              | Alex Klaasen                                                                         | Komedie                 |                                                                     |
| De Club van Sinterklaas & De Pietenschool | 9 oktober 2013    | Melcher Hillman                                                                           | Wilbert Gieske Beryl van Praag Sem van Dijk                                          | Familie                 |                                                                     |
| Sinterklaas en de Pepernoten Chaos        | 9 oktober 2013    | Martijn van Nellestijn                                                                    | Pamela Teves Tony Neef Gerard Joling                                                 | Familie                 |                                                                     |
| Feuten: Het Feestje                       | 17 oktober 2013   | Lourens Blok                                                                              | Manuel Broekman Hanna Verboom Tim Murck                                              | Drama Komedie           | bekend van de serie Feuten                                          |
| Het Diner                                 | 7 november 2013   | Menno Meyles                                                                              | Jacob Derwig Thekla Reuten Kim van Kooten                                            | Drama Thriller          |                                                                     |
| Midden in de winternacht                  | 28 november 2013  | Lourens Blok                                                                              | Derek de Lint Jelka van Houten                                                       | Familie                 |                                                                     |
| Mannenharten                              | 28 november 2013  | Mark de Cloe                                                                              | Barry Atsma Daan Schuurmans                                                          | Komedie                 |                                                                     |
| Soof                                      | 5 december 2013   | Antoinette Beumer                                                                         | Lies Visschedijk Chantal Janzen Fedja van Huêt                                       | Komedie                 |                                                                     |
| Bro's Before Ho's                         | 5 december 2013   | Steffen Haars Flip van der Kuil                                                           | Theo Maassen Sylvia Hoeks Tim Haars                                                  | Komedie                 |                                                                     |
| Finn                                      | 5 december 2013   | Frans Weisz                                                                               | Daan Schuurmans Hanna Verboom                                                        | Jeugdfilm               |                                                                     |
| Mees Kees op kamp                         | 11 december 2013  | Barbara Bredero                                                                           | Hannah Hoekstra Willem Voogd                                                         | Jeugd                   |                                                                     |
| Hemel op aarde                            | 19 december 2013  | Pieter Kuijpers                                                                           | Jeroen van Koningsbrugge Huub Stapel Lies Visschedijk                                | Drama                   |                                                                     |

### 2014
| Titel                                       | Jaar              | Regisseur                | Acteur                                                                | Genre                | Bijzonderheden                                                                         |
| ------------------------------------------- | ----------------- | ------------------------ | --------------------------------------------------------------------- | -------------------- | -------------------------------------------------------------------------------------- |
| Toscaanse Bruiloft                          | 29 januari 2014   | Johan Nijenhuis          | Jan Kooijman Lieke van Lexmond                                        | Drama Komedie        |                                                                                        |
| T.I.M.                                      | 2 februari 2014   | Rolf van Eijk            | Dyon Wilkens Claudia Kanne Bas Keijzer                                | Familiefilm Avontuur |                                                                                        |
| Kenau                                       | 24 februari 2014  | Maarten Treurniet        | Monic Hendrickx Barry Atsma                                           | Historisch Drama     | film over de Tachtigjarige Oorlog rondom de persoon van Kenau Simonsdochter Hasselaer. |
| Hartenstraat                                | 13 maart 2014     | Sanne Vogel              | Bracha van Doesburgh Jan Kooijman                                     | Komedie              |                                                                                        |
| Lucia de B.                                 | 2 april 2014      | Paula van der Oest       | Sallie Harmsen Fedja van Huêt                                         | Drama                | gaat over de zaak-Lucia de Berk, die tussen 2001 en 2010 speelde                       |
| Pim & Pom: Het Grote Avontuur               | 10 april 2014     | Gioa Smid                | stemmen van Georgina Verbaan Tjitske Reidinga                         | Jeugd Animatie       | naar de tekeningen Pim en Pom van Fiep Westendorp.                                     |
| Toen was geluk heel gewoon                  | 10 april 2014     | Ineke Houtman            | Joke Bruijs Gerard Cox                                                | Komedie              |                                                                                        |
| De Poel                                     | 14 april 2014     | Chris W. Mitchell        | Katja Herbers Gijs Scholten van Aschat                                | Horror Thriller      | première tijdens Imagine Filmfestival                                                  |
| Het beste voor Kees                         | 2 juni 2014       | Monique Nolte            | Kees Momma (als zichzelf)                                             | Documentaire         |                                                                                        |
| Stuk!                                       | 12 juni 2014      | Steven de Jong           | Yolanthe Cabau van Kasbergen Jackie van Parijs                        | Drama                |                                                                                        |
| Heksen bestaan niet                         | 18 juni 2014      | Aramis Tatu              | Leontine Ruiters Senna Borsato                                        | Jeugd                |                                                                                        |
| IJspaard                                    | juli 2014         | Elan Gamaker             | Juda Goslinga Juliette van Ardenne                                    | Drama                |                                                                                        |
| Afscheid van de maan                        | 3 juli 2014       | Dick van Tuinder         | Marcel Hensema Elise Schaap                                           | Drama                |                                                                                        |
| Oorlogsgeheimen                             | 3 juli 2014       | Dennis Bots              | Maas Bronkhuyzen Loek Peters Joes Brauers Pippa Allen Stefan de Walle | Drama Jeugd Oorlog   |                                                                                        |
| Loenatik, te gek                            | 9 juli 2014       | Jonan Timmers            | John Buijsman Martin van Waardenberg                                  | Komedie              | opvolger van de film Loenatik: de moevie uit 2002                                      |
| Helium                                      | 31 juli 2014      | Eche Janga               | Hans Dagelet Manou Kersting                                           | Drama Misdaad        |                                                                                        |
| De overgave                                 | 21 augustus 2014  | Paul Ruven               | Sheena Tchai Rick Engelkes                                            | Romantiek            |                                                                                        |
| Nena                                        | 11 september 2014 | Saskia Diesing           | Abbey Hoes Gijs Blom                                                  | Drama                |                                                                                        |
| Dorsvloer vol confetti                      | 18 september 2014 | Tallulah Hazekamp Schwab | Hendrikje Nieuwerf                                                    | Drama                |                                                                                        |
| Bloedlink                                   | 25 september 2014 | Juram Lursen             | Tygo Gernandt Sarah Chronis                                           | Drama Thriller       | Openingsfilm Nederlands Filmfestival 2014                                              |
| Pijnstillers                                | 25 september 2014 | Tessa Schram             | Gijs Blom Birgit Schuurman                                            | Drama Jeugd          | verfilming van Carry Slee                                                              |
| Wonderbroeders                              | 2 oktober 2014    | Johan Timmers            | Martin Waardenberg Thomas Acda                                        | Komedie              |                                                                                        |
| 2/11 Het spel van de wolf                   | 2 oktober 2014    | Thomas Korthals Altes    | Susan Visser Pierre Bokma                                             | Drama Thriller       | 2 oktober tijdens Nederlands Filmfestival, 2 november tv-première                      |
| Sinterklaas & Diego: het geheim van de ring | 8 oktober 2014    | Roy Poortmans            | Peter Faber Harold Verwoert                                           | Jeugd                |                                                                                        |
| Dummie de Mummie                            | 9 oktober 2014    | Pim van Hoeve            | Yahya Gaier Julian Ras                                                | Jeugd                |                                                                                        |
| In jouw naam                                | 9 oktober 2014    | Marco van Geffen         | Barry Atsma Lotte Verbeek                                             | Drama                |                                                                                        |
| Het leven volgens Nino                      | 16 oktober 2014   | Simone van Dusseldorp    | Rohan Timmermans                                                      | Jeugd                |                                                                                        |
| Infiltrant                                  | 23 oktober 2014   | Shariff Korver           | Nasrdin Dchar                                                         | Drama Thriller       |                                                                                        |
| Dansen op de vulkaan                        | 30 oktober 2014   | Adrienne Wurpel          | Nils Verkooijen                                                       | Drama                |                                                                                        |
| Pak van mijn hart                           | 5 november 2014   | Kees van Nieuwkerk       | Benja Bruijning Chantal Janzen                                        | Komedie              |                                                                                        |
| Aanmodderfakker                             | 6 november 2014   | Michiel ten Horn         | Gijs Naber                                                            | Zwarte komedie       |                                                                                        |
| Wiplala                                     | 19 november2014   | Tim Oliehoek             | Geisa Weiz Peter Paul Muller                                          | Jeugd                | naar het boek van Annie M.G. Schmidt                                                   |
| Mees Kees op de planken                     | 3 december 2014   | Barbara Bredero          | Willem Voogd Sanne Wallis de Vries                                    | Jeugd                |                                                                                        |
| Gooische Vrouwen 2                          | 10 december 2014  | Will Koopman             | Linda de Mol Susan Visser                                             | Drama Komedie        |                                                                                        |

### 2015
| Titel                                              | Jaar              | Regisseur                            | Acteurs                                                          | Genre                  | Bijzonderheden                                                |
| -------------------------------------------------- | ----------------- | ------------------------------------ | ---------------------------------------------------------------- | ---------------------- | ------------------------------------------------------------- |
| Onder het hart                                     | 15 januari 2015   | Nicole van Kilsdonk                  | Kim van Kooten Lies Visschedijk                                  | Drama                  |                                                               |
| Homies                                             | 22 januari 2015   | Jon Karthaus                         | Robert de Hoog Gijs Naber Manuel Broekman                        | Komedie                |                                                               |
| Michiel de Ruyter                                  | 26 januari 2015   | Roel Reiné                           | Frank Lammers Rutger Hauer Hajo Bruins                           | Historisch Drama       |                                                               |
| Jack bestelt een broertje                          | 4 februari 2015   | Anne de Clercq                       | Jelka van Houten Georgina Verbaan                                | Jeugd                  |                                                               |
| Zurich                                             | 19 februari 2015  | Sacha Polak                          | Wende Snijders Barry Atsma                                       | Drama                  |                                                               |
| Boy 7                                              | 19 februari 2015  | Lourens Blok                         | Matthijs van de Sande Bakhuyzen Ella June Henrard                | Drama                  | gebaseerd op het boek van Mirjam Mous                         |
| Tussen 10 en 12                                    | 26 maart 2015     | Peter Hogendoorn                     | Cynthia Abma Raymond Thiry                                       | Drama                  |                                                               |
| Bloed, zweet en tranen                             | 2 april 2015      | Diederik Koopal                      | Martijn Fischer Raymond Thiry                                    | Drama                  | gebaseerd op het levensverhaal en de musical over Andre Hazes |
| Kidnep                                             | 22 april 2015     | Diederik Ebbinge                     | Martin van Waardenberg Teun Stokkel                              | Jeugd                  |                                                               |
| De Boskampi's                                      | 29 april 2015     | Arne Toonen                          | Thor Braun Henry van Loon Meral Polat René van 't Hof            | Komedie Jeugd          |                                                               |
| De ontsnapping                                     | 30 april 2015     | Ineke Houtman                        | Isa Hoes Edwin Jonker                                            | Drama                  | naar het boek van Heleen van Rooijen                          |
| Ventoux                                            | 14 mei 2015       | Nicole van Kilsdonk                  | Maruschka Detmers Wim Opbrouck                                   | Drama                  |                                                               |
| De surprise                                        | 21 mei 2015       | Mike van Diem                        | Jeroen van Koningsbrugge Georgina Verbaan                        | Drama Komedie          |                                                               |
| De Masters                                         | 21 mei 2015       | Ruud Schuurman                       | Mimoun Oaissa Ruben van der Meer Willie Wartaal                  | Komedie                |                                                               |
| Schneider vs. Bax                                  | 28 mei 2015       | Alex van Warmerdam                   | Maria Kraakman Alex van Warmerdam                                | Misdaad Zwarte komedie |                                                               |
| Rendez-vous                                        | 14 mei 2015       | Antoinette Beumer                    | Loes Haverkort Mark van Eeuwen                                   | Drama                  |                                                               |
| Apenstreken met aap noot mies                      | 10 juni 2015      | Johan Nijenhuis                      | Tygo Bussemakers Mees Smits Lars Henckens                        | Jeugd                  |                                                               |
| SpangaS in actie                                   | 18 juni 2015      | Job de Vries                         | Ricardo Blei Lennart Timmerman                                   | Jeugd                  | gebaseerd op de tv-serie SpangaS                              |
| Code M                                             | 24 juni 2015      | Dennis Bots                          | Nina Wyss Senna Borsato Joes Brauers                             | Jeugd                  |                                                               |
| Prins                                              | juni 2015         | Sam de Jong                          | Ayoub Elasri Jorik Scholten                                      | Jeugd Drama            |                                                               |
| De reünie                                          | 16 juli 2015      | Menno Meyes                          | Thekla Reuten Daan Schuurmans                                    | Drama                  |                                                               |
| Kat en muis                                        | 10 september 2015 | Maartje Seyfreth Victor Nieuwenhuijs | Carlijn van Zijtveld Wilma Bakker                                | Drama                  |                                                               |
| Schone handen                                      | 10 september 2015 | Tjebbo Penning                       | Thekla Reuten Jeroen van Koningsbrugge                           | Drama                  |                                                               |
| Holland: Natuur in de Delta                        | 24 september 2015 | Mark Verkerk                         | Carice van Houten (voice-over) Bram van der Vlugt (voice-over)   | Documentaire           |                                                               |
| Kristen                                            | 28 september 2015 | Mark Weistra                         | Terence Schreurs Poal Cairo Ronald Top                           | Horror thriller        |                                                               |
| J.Kessels                                          | 1 oktober 2015    | Erik de Bruyn                        | Frank Lammers Fedja van Huêt                                     | Komedie Drama          | openingsfilm Filmfestival Utrecht                             |
| Popoz                                              | 8 oktober 2015    | Martijn Smits Erwin van den Eshof    | Huub Smit Sergio Hasselbaink Pierre Bokma                        | Komedie Actie          |                                                               |
| Keet & Koen en de Speurtocht naar Bassie & Adriaan | 7 oktober 2015    | Annemarie Mooren                     | Janouk Kelderman Patrick Martens                                 | Jeugd Mysterie         |                                                               |
| De Club van Sinterklaas & De Verdwenen Schoentjes  | 14 oktober 2015   | Ruud Schuurman                       | Wilbert Gieske                                                   | Jeugd                  |                                                               |
| Ja, ik wil!                                        | 15 oktober 2015   | Kees van Nieuwkerk                   | Elise Schaap Jeroen Spitzenberger                                | Komedie Drama          |                                                               |
| De Grote Zwaen                                     | 29 oktober 2015   | Max Porcelijn                        | Anniek Pheifer Ton Kas                                           | Drama                  |                                                               |
| The Paradise Suite                                 | 29 oktober 2015   | Joost van Ginkel                     | Dragan Bakema Sigrid ten Napel                                   | Drama                  |                                                               |
| Fashion chicks                                     | 2 december 2015   | Jonathan Elbers                      | Victoria Koblenko Liza Sips                                      | Komedie Drama          |                                                               |
| Hallo bungalow                                     | 3 december 2015   | Anne de Clercq                       | Lies Visschedijk Anne-Marie Jung                                 | Komedie                |                                                               |
| Bon Bini Holland                                   | 9 december 2015   | Jelle de Jonge                       | Jandino Asporaat Lilliana de Vries                               | Komedie                |                                                               |
| Dummie de Mummie en de Sfinx van Shakaba           | 9 december 2015   | Pim van Hoeve                        | Yahya Gaier Julian Ras                                           | Jeugd                  |                                                               |
| Publieke Werken                                    | 10 december 2015  | Joram Lursen                         | Gijs Scholten van Aschat Jacob Derwig Rifka Lodeizen Lykele Muus | Drama                  | naar het boek van Thomas Rosenboom                            |
| Mannenharten 2                                     | 18 december 2015  | Mark de Cloe                         | Daan Schuurmans Mingus Dagelet                                   | Romantiek Komedie      |                                                               |
| Glückauf                                           | 29 januari 2015   | Remy van Heugten                     | Bart Slegers                                                     | Drama                  |                                                               |
| Full Contact                                       | 2015              | David Verbeek                        | Grégoire Colin Lizzie Brocheré Slimane Dazi                      | Drama                  |                                                               |

### 2016
| Titel                                             | Jaar              | Regisseur             | Acteurs | Genre                            | Bijzonderheden                                                                   |
| ------------------------------------------------- | ----------------- | --------------------- | --- | -------------------------------- | -------------------------------------------------------------------------------- |
| SneekWeek                                         | 21 januari 2016   | Martijn Heijne        | Carolien Spoor Ferry Doedens | Komedie, Horror, Thriller        |                                                                                  |
| Brasserie Valentijn                               | 28 januari 2016   | Sanne Vogel           | Georgina Verbaan Maarten Heijmans Egbert-Jan Weeber                                                                                        | Komedie, Romantiek               |                                                                                  |
| Fissa                                             | 4 februari 2016   | Bobby Boermans        | Yannick van der Velde Alex Hendrickx Abbey Hoes                                                                                            | Komedie                          |                                                                                  |
| Familieweekend                                    | 18 februari 2016  | Pieter van Rijn       | Derek de Lint Jelka van Houten Jennifer Hoffman Tibor Lukács                                                                               | Komedie                          |                                                                                  |
| Knielen op een bed violen                         | 25 februari 2016  | Ben Sombogaart        | Barry Atsma Noortje Herlaar | Drama                            | naar het boek van Jan Siebelink                                                  |
| Rokjesdag                                         | 10 maart 2016     | Johan Nijenhuis       | Lieke van Lexmond Birgit Schuurman | Romantische Komedie              |                                                                                  |
| De Helleveeg                                      | 24 maart 2016     | André van Duren       | Hannah Hoekstra Benja Bruijning | Drama, Komedie                   | naar het boek van A.F.Th. van der Heijden                                        |
| Of ik gek ben                                     | 2 juni 2016       | Frank Lammers         | Mike Weerts | Komedie, Drama                   |                                                                                  |
| Renesse                                           | 7 juli 2016       | Willem Gerritsen      | Niek Roozen Martijn van Eijzeren Simon Kindermans Sam Doets                                                                                | Komedie                          |                                                                                  |
| Meester Kikker                                    | 16 juli 2016      | Anna van der Heide    | Jeroen Spitzenberger Georgina Verbaan Paul R. Kooij                                                                                        | Komedie, Familiefilm, Kinderfilm |                                                                                  |
| Trots en verlangen                                | 26 juli 2016      | Will Koopman          | Jeroen Spitzenberger Noortje Herlaar Laura van Bussel                                                                                      | Romantiek                        |                                                                                  |
| Adios Amigos                                      | 8 september 2016  | Pieter Kuijpers       | Martijn Lakemeier Yannick van de Velde | Drama, Komedie                   |                                                                                  |
| Toen mijn vader een struik werd                   | 10 september 2016 | Nicole van Kilsdonk   | Celeste Holsheimer Matsen Montsma | Familiefilm                      |                                                                                  |
| Riphagen                                          | 22 september 2016 | Pieter Kuijpers       | Jeroen van Koningsbrugge, Kay Greidanus, Sigrid ten Napel, Lisa Zweerman, Anna Raadsveld, Michel Sluysmans, Sieger Sloot, Tjebbo Gerritsma | Drama, Misdaad                   |                                                                                  |
| De held                                           | 29 september 2016 | Menno Meyes           | Monic Hendrickx Daan Schuurmans Susan Visser Fedja van Huêt                                                                                | Drama                            | Opening Filmfestival Utrecht gebaseerd op de roman De held van Jessica Durlacher |
| MeesterSpion                                      | 5 oktober 2016    | Pieter van Rijn       | Julian Ras Mike Weerts Egbert-Jan Weeber                                                                                                   | Jeugd                            |                                                                                  |
| Hart Beat                                         | 12 oktober 2016   | Hans Somers           | Jelka van Houten Martijn Fischer Vivienne van den Assem                                                                                    | Drama                            |                                                                                  |
| Uilenbal                                          | 12 oktober 2016   | Simone van Dusseldorp | Mimoun Oaïssa Matheu Hinzen Birgit Schuurman                                                                                               | Kinderfilm                       |                                                                                  |
| De Club van Sinterklaas & Geblaf op de Pakjesboot | 12 oktober 2016   | Ruud Schuurman        | Wilbert Gieske Sven De Ridder Beryl van Praag                                                                                              | Drama                            |                                                                                  |
| Tonio                                             | 13 oktober 2016   | Paula van der Oest    | Pierre Bokma Rifka Lodeizen Beppie Melissen                                                                                                | Drama                            | naar het boek van A.F.Th van der Heijden                                         |
| Prooi                                             | 13 oktober 2016   | Dick Maas             | Victor Löw Robbert Blokland Sophie van Winden                                                                                              | Thriller                         |                                                                                  |
| Hartenstrijd                                      | 27 oktober 2016   | Janice Pierre         | Jennifer Hoffman Anniek Pheifer Eva van de Wijdeven Tibor Lukács                                                                           | Romantiek, Drama                 |                                                                                  |
| Fataal                                            | 3 november 2016   | Jesse Bleekemolen     | Mamoun Elyounoussi Ronald Top Harry Piekema                                                                                                | Drama                            |                                                                                  |
| Een echte Vermeer                                 | 3 november 2016   | Rudolf van den Berg   | Jeroen Spitzenberger Raymond Thiry Roeland Fernhout Dewi Reijs                                                                             | Drama                            |                                                                                  |
| Layla M.                                          | 17 november 2016  | Mijke de Jong         | Ilias Addab Nora El Koussour | Drama                            |                                                                                  |
| De Zevende Hemel                                  | 24 november 2016  | Job Gosschalk         | Halina Reijn Huub Stapel Tjitske Reidinga                                                                                                  | Drama                            |                                                                                  |
| Waterboys                                         | 1 december 2016   | Robert Jan Westdijk   | Leopold Witte Miles Jupp Tim Linde | Drama                            |                                                                                  |
| Mees Kees langs de lijn                           | 7 december 2016   | Aniëlle Webster       | Raymonde de Kuyper Sanne Wallis de Vries Roosmarijn van der Hoek                                                                           | Familiefilm, Kinderfilm          |                                                                                  |
| Soof 2                                            | 8 december 2016   | Esmé Lammers          | Lies Visschedijk Fedja van Huêt Birgit Schuurman                                                                                           | Komedie, Familiefilm             |                                                                                  |
| Kappen!                                           | 15 december 2016  | Tessa Schram          | Tonko Bossen Joes Brauers Timo Wils | Drama, Jeugdfilm                 |                                                                                  |
| Onze Jongens                                      | 29 december 2016  | Johan Nijenhuis       | Jim Bakkum Martijn Fischer Juvat Westendorp                                                                                                | Komedie                          |                                                                                  |

### 2017
| Titel                                      | Jaar              | Regisseur                       | Acteurs                                                                | Genre               | Bijzonderheden                                                               |
| ------------------------------------------ | ----------------- | ------------------------------- | ---------------------------------------------------------------------- | ------------------- | ---------------------------------------------------------------------------- |
| Brimstone                                  | 12 januari 2017   | Martin Koolhoven                | Dakota Fanning Guy Pearce Carice van Houten Kit Harington              | Western/Thriller    | Officiële competitie Venetië (sept. 2016) 1e winnaar van zes Gouden Kalveren |
| Storm: Letters van Vuur                    | 19 januari 2017   | Dennis Bots                     | Egbert Jan Weber                                                       | Jeugd               |                                                                              |
| Ron Goossens, Low Budget Stuntman          | 26 januari 2017   | Steffen Haars Flip van der Kuil | Tim Haars Bo Maerten                                                   | Komedie             |                                                                              |
| If the sun explodes                        | 23 februari 2017  | Hanna van Niekerk               | Egbert Jan Weber                                                       | Drama               |                                                                              |
| Verdwijnen                                 | 2 maart 2017      | Boudewijn Koole                 | Rifka Lodeizen                                                         | Drama               |                                                                              |
| Tuintje in mijn hart                       | 2 maart 2017      | Marc Walthman                   | Leo Alkemade Edwin Jonker                                              | Komedie             |                                                                              |
| Alberta                                    | 9 maart 2017      | Eddy Terstal                    | Daniel Boissevain                                                      | Drama               |                                                                              |
| De terugkeer van de wespendief             | 22 maart 2017     | Stanley Kolk                    | Benja Bruijning Sanne Langelaar                                        | Drama Thriller      | onderdeel van Telefilm                                                       |
| Het Verlangen                              | 23 maart 2017     | Joram Lürsen                    | Chantal Janzen Gijs Naber Alex Klaasen Peter Bolhuis                   | Komedie             |                                                                              |
| Waldstille                                 | 30 maart 2017     | Marijn M. Smits                 | Jelka van Houten Maartje van de Wetering                               | Drama               |                                                                              |
| Monk                                       | 3 april 2017      | Ties Schenk                     | Teun Stokkel Olivia Lonsdale                                           | Tragikomedie        |                                                                              |
| Hotel De Grote L                           | 19 april 2017     | Ineke Houtman                   | Abbey Hoes Frank Lammers Julian Ras                                    | Jeugd               | naar het boek van Sjoerd Kuyper                                              |
| Voor elkaar gemaakt                        | 19 april 2017     | Martijn Heijne                  | Mathijs van de Sande Bakhuyzen Loes Haverkort                          | Drama Romantiek     |                                                                              |
| Broers                                     | 1 juni 2017       | Bram Schouw                     | Jonas Smulders Niels Gomperts                                          | Drama               |                                                                              |
| 100% Coco                                  | 6 juli 2017       | Tessa Schram                    | Nola Kemper Valentijn Avé                                              | Jeugd               |                                                                              |
| Sing Song                                  | 19 juli 2017      | Mischa Kamp                     | Darren Benschop Floris Bosma                                           | Familie Muziek      |                                                                              |
| Spaak                                      | 7 september 2017  | Steven de Jong                  | Tim Douwsma Saskia Elise Jack Wouterse Raymond Thiry Aart Staartjes    | Thriller Drama      |                                                                              |
| Bella Donna's                              | 14 september 2017 | Jon Karthaus                    | Carolien Spoor                                                         | Drama               |                                                                              |
| In Blue                                    | 14 september 2017 | Jaap van Heusden                | Maria Kraakman Bogdan Iancu Ellis van den Brink Maria Rainea Ada Gales | Psychologisch drama |                                                                              |
| Tulipani                                   | 21 september 2017 | Mike van Diem                   | Gijs Naber Giancarlo Giannini                                          | Komedie Drama       | hoofdfilm festival van Utrecht Italiaanse co-productie                       |
| Broeders                                   | 23 september 2017 | Hanro Smitsman                  | Achmed Akkabi Walid Benmbarek Bilal Wahib                              | Drama               |                                                                              |
| Misfit                                     | 27 september 2017 | Erwin van den Eshof             | Djamila                                                                | Komedie             |                                                                              |
| Dummie de Mummie en de tombe van Achnetoet | 4 oktober 2017    | Pim van Hoeve                   | Stefan de Walle Jennifer Hoffman Julian Ras                            | Jeugd               |                                                                              |
| Dikkertje Dap                              | 4 oktober 2017    | Barbara Bredero                 | Egbert-Jan Weber Medi Broekman                                         | Jeugd               |                                                                              |
| Sinterklaas en het Gouden Hoefijzer        | 4 oktober 2017    | Aram van der Rest               | Melody Klaver Mike Weerts                                              | Jeugd               |                                                                              |
| Weg van Jou                                | 12 oktober 2017   | Jelle de Jonge                  | Katja Herbers Elise Schaap Maarten Heijmans Lykele Muus                | Romantiek Komedie   |                                                                              |
| Alles voor elkaar                          | 12 oktober 2017   | Danny Stolker                   | Sarah Chronis Maryam Hassouni                                          | Komedie             |                                                                              |
| Pestkop                                    | 19 oktober 2017   | Sjoerd de Bont                  | Roan van Dam Tara Hetharia Thomas Acda Inge Ipenburg                   | Jeugd               |                                                                              |
| Kleine IJstijd                             | 19 oktober 2017   | Paula van der Oest              | Hannah Hoekstra Johan Heldenbe Anniek Pheifer Monic Hendrickx          | Drama / Komedie     |                                                                              |
| Oude liefde                                | 2 november 2017   | Nicole van Kilsdonk             | Beppie Melissen Eugene Beervoets                                       | Drama               |                                                                              |
| Oh Baby                                    | 9 november 2017   | Thomas Acda                     | Gijs Naber Hanna van Vliet                                             | Komedie             |                                                                              |
| Gek van geluk                              | 7 december 2017   | Johan Nijenhuis                 | Carly Wijs Plien van Bennekom Matteo van der Grijn Henry van Loon      | Komedie             |                                                                              |
| De familie Slim                            | 7 december 2017   | Roy Poortmans                   | Tatum Dagelet Harry Piekema                                            | Jeugd               |                                                                              |
| Huisvrouwen bestaan niet                   | 21 december 2017  | Aniëlle Webster                 | Jelka van Houten Eva van de Wijdeven                                   | Komedie             |                                                                              |

### 2018
| Titel                                        | Jaar              | Regisseur                       | Acteurs                                                               | Genre             | Bijzonderheden                                      |
| -------------------------------------------- | ----------------- | ------------------------------- | --------------------------------------------------------------------- | ----------------- | --------------------------------------------------- |
| Billy                                        | 4 januari 2018    | Theo Maassen                    | Bruno Vanden Broecke Ruben van der Meer                               | Komedie           |                                                     |
| Taal is zeg maar echt mijn ding              | 15 januari 2018   | Barbara Bredero                 | Fockeline Ouwerkerk                                                   | Drama Romantiek   | naar het gelijknamige boek van Paulien Cornelisse   |
| Het leven is vurrukkulluk                    | 22 januari 2018   | Frans Weisz                     | Géza Weisz Reinout Scholten van Aschat                                | Komedie           | naar het boek van Remco Campert                     |
| Patser                                       | 1 februari 2018   | Adil El Arbi                    | Ali B                                                                 | Drama Actie       | Belgische co-productie                              |
| Gek van oranje                               | 15 februari 2018  | Pim van Hoeve                   | Nasrdin Dchar Hannah Hoekstra                                         | Komedie Drama     |                                                     |
| De IJslandbende                              | 15 februari 2018  | Mans van den Berg               | Mattijn Hartemink Sem van Butselaar Wendy Riksen                      | Familie Avontuur  |                                                     |
| Bankier van het verzet                       | 8 maart 2018      | Joram Lürsen                    | Barry Atsma Jacob Derwig Matteo van der Grijn                         | Drama             |                                                     |
| Mannen van Mars                              | 8 maart 2018      | Hans Somers                     | Daniël Boissevain Cynthia Abma                                        | Komedie           |                                                     |
| Get Lost!                                    | 14 maart 2018     | Mirjam de With                  | Anna Raadsveld Willem Voogd                                           | Drama Komedie     |                                                     |
| Dorst                                        | 15 maart 2018     | Saskia Diesing                  | Simone Kleinsma Stefan de Walle                                       | Drama Komedie     |                                                     |
| Cobain                                       | 5 april 2018      | Nanouk Leopold                  | Bas Keizer Wim Opbrouck                                               | Drama             |                                                     |
| De matchmaker                                | 26 april 2018     | Jeroen Houben                   | Benja Bruijning Ariane Schluter                                       | Romantiek Komedie |                                                     |
| Redbad                                       | 23 juni 2018      | Roel Reiné                      | Gijs Naber Loes Haverkort Jonathan Banks                              | Actie Historie    | gebaseerd op de legendarische Friese koning Radboud |
| Wij                                          | 12 juli 2018      | Rene Eller                      | Tijmen Govaerts Aime Claeys Maxime Jacobs                             | Jeugddrama        | Belgische co-productie                              |
| De Film van Dylan Haegens                    | 16 augustus 2018  | Dylan Haegens Bas van Teylingen | Dylan Haegens Marit Brugman Rick Vermeulen Teun Peters Nick Golterman | Komedie           |                                                     |
| De Inspirator                                | 6 september 2018  | Hans Breetveld                  | Hans Breetveld                                                        | Drama             |                                                     |
| Catacombe                                    | 13 september 2018 | Victor D. Ponten                | Willem de Bruin Kevin Janssens Liliana De Vries                       | Voetbaldrama      |                                                     |
| Doris                                        | 20 september 2018 | Albert Jan van Rees             | Tjitske Reidinga                                                      | Komedie           |                                                     |
| Elvy's Wereld: So Ibiza!                     | 26 september 2018 | Erwin van den Eshof             | May Hollerman Jill Schirnhofer                                        | Jeugdfilm         |                                                     |
| WAD, overleven op de grens van water en land | 1 oktober 2018    | Ruben Smit                      | geen                                                                  | Natuurfilm        |                                                     |
| Niemand in de stad                           | 4 oktober 2018    | Michel van Erp                  | Jonas Smulders Harm Duco                                              | Drama             |                                                     |
| Superjuffie                                  | 10 oktober 2018   | Martijn Smits                   | Huub Smit Carly Wijs                                                  | Familie           |                                                     |
| Rafaël                                       | 10 oktober 2018   | Ben Sombogaart                  | Melody Klaver Medina Schuurman                                        | Drama             | Belgisch-Kroatische co-productie                    |
| Zwaar verliefd!                              | 10 oktober 2018   | Jamel Aatache                   | Jim Bakkum Abbey Hoes                                                 | Komedie           |                                                     |
| Sinterklaas en de vlucht door de lucht       | 17 oktober 2018   | Armando de Boer                 | Wilbert Gieske                                                        | Familie           |                                                     |
| Vechtmeisje                                  | 18 oktober 2018   | Johan Timmer                    | Ali Ben Horsting Imanuelle Grives                                     | Actie Drama       |                                                     |
| De Dirigent                                  | 25 oktober 2018   | Maria Peters                    | Christanne de Bruijn                                                  | Drama             |                                                     |
| My Foolish heart                             | 1 november 2018   | Rolf van Eijk                   | Steve Wall Gijs Naber Raymond Thiry                                   | Drama             | over de laatste dagen van Chet Baker                |
| All you need is love                         | 6 december 2018   | Will Koopman                    | Frank Lammers Fedja van Huêt                                          | Komedie           |                                                     |
| First kiss                                   | 6 december 2018   | Roy Poortmans                   | Leontine Ruiters Bastiaan Ragas                                       | Komedie           |                                                     |
| Bon Bini Holland 2                           | 13 december 2018  | Jon Karthaus                    | Jandino Asporaat                                                      | Komedie           |                                                     |

### 2019
| Titel                              | Jaar              | Regisseur                                    | Acteurs                                          | Genre                | Bijzonderheden                                           |
| ---------------------------------- | ----------------- | -------------------------------------------- | ------------------------------------------------ | -------------------- | -------------------------------------------------------- |
| Vals                               | 4 januari 2019    | Dennis Bots                                  | Abbey Hoes Holly Mae Brood                       | Thriller             |                                                          |
| Brugklas: de tijd van m'n leven    | 7 februari 2019   | Raymond Grimbergen                           | Sterre van Woudenberg Vincent Visser             | Drama                |                                                          |
| Verliefd op Cuba                   | 14 februari 2019  | Johan Nijenhuis                              | Susan Visser Abbey Hoes                          | Komedie Romantiek    |                                                          |
| Het irritante eiland               | 14 februari 2019  | Albert Jan van Rees                          | Noortje Herlaar Jacob Derwig Tjitske Reidinga    | Jeugdfilm Komedie    | Telefilm                                                 |
| Retrospekt                         | 21 februari 2019  | Esther Rots                                  | Martijn van der Veen                             | Drama                |                                                          |
| Urbanus: De vuilnisheld            | 24 februari 2019  | Erik Verkerk Joost Van den Bosch Vincent Bal | stemmen van o.a. Urbanus                         | Komedie              |                                                          |
| Bloody Marie                       | 28 februari 2019  | Guido van Driel Lennert Hillige              | Susanne Wolff Mark Rietman                       | Drama                |                                                          |
| Mind My Mind                       | 3 maart 2019      | Floor Adams                                  | Simon Hodges Cezanne Tegelberg Elias Vervecken   | Animatie             |                                                          |
| God only knows                     | 4 april 2019      | Mijke de Jong                                | Monic Hendrickx Marcel Musters                   | Drama                |                                                          |
| Heinz                              | 18 april 2019     | Piet Kroon                                   | stemmen van o.a. Ruben van der Meer              | Animatie             |                                                          |
| Baantjer het Begin                 | 18 april 2019     | Arne Toonen                                  | Fedja van Huêt Tygo Gernandt                     | Actie Drama          |                                                          |
| Circus Noël                        | 18 april 2019     | Dennis Bots                                  | Luna Wijnands Tommy van Lent                     | Jeugdfilm            |                                                          |
| Dirty God                          | 25 april 2019     | Sacha Polak                                  | Vicky Knight                                     | Drama                | Engelse co-productie Winnaar Gouden kalf beste film 2019 |
| Nocturne                           | 9 mei 2019        | Viktor van der Valk                          | Vincent van der Valk Reinout van Scholten Aschat | Drama                |                                                          |
| Singel 39                          | 9 mei 2019        | Frank Krom                                   | Lies Visschedijk Waldemar Torenstra              | Romantische Komedie  |                                                          |
| De Libi                            | 13 juni 2019      | Shady El-Hamus                               | Bilal Wahib Gijs Blom                            | Drama                |                                                          |
| 100% Coco in New York              | 27 juni 2019      | Ruud Schuurman                               | Nola Kemper Valentijn Ave                        | Jeugddrama           |                                                          |
| Mijn bijzondere rare week met Tess | 4 juli 2019       | Steven Wouderlood                            | Sonny van Utteren Jennifer Hoffman               | Jeugddrama           |                                                          |
| Juf Roos is jarig                  | 31 juli 2019      | Jan-Willem Wit                               | Melissa Drost Jorgens Scholten                   | Jeugdfilm            |                                                          |
| De Patrick                         | 26 september 2019 | Tim Mielants                                 | Hannah Hoekstra Pierre Bokma                     | Drama                |                                                          |
| Misfit 2                           | 26 september 2019 | Erwin van den Eshof                          | Jan Kooijman Niek Roozen Donny Roelvink          | Jeugdfilm            |                                                          |
| Kapsalon Romy                      | 2 oktober 2019    | Mischa Kamp                                  | Noortje Herlaar Beppie Melissen                  | Drama                |                                                          |
| Instinct                           | 3 oktober 2019    | Halina Reijn                                 | Carice van Houten Marwan Kenzari                 | Drama                |                                                          |
| F*ck de Liefde                     | 3 oktober 2019    | Appie Boudallah Lodewijk van Lelyveld        | Bo Maertens Edwin Jonker                         | Romantiek Komedie    |                                                          |
| De Club van Lelijke Kinderen       | 9 oktober 2019    | Jonathan Elbers                              | Maan Jeroen van Koningsbrugge                    | Familiefilm Avontuur |                                                          |
| Whitestar                          | 9 oktober 2019    | Jamal Aatache                                | Loek Peters Britt Dekker                         | Familiefilm          |                                                          |
| De brief voor Sinterklaas          | 9 oktober 2019    | Lucio Messercola                             | Bram van der Vlugt                               | Jeugdfilm            |                                                          |
| De Belofte van Pisa                | 9 oktober 2019    | Norbert ter Hall                             | Monic Hendrickx Yorick van Wageningen            | Drama                |                                                          |
| Wat is dan Liefde                  | 17 oktober 2019   | Aniëlle Webster                              | Elise Schaap Maaike Meijer                       | Romantische Komedie  |                                                          |
| De Liefhebbers                     | 24 oktober 2019   | Anna van der Heide                           | Jeroen Krabbé Jelka van Houten                   | Drama Komedie        |                                                          |
| Bumperkleef                        | 31 oktober 2019   | Lodewijk Crijns                              | Jeroen Spitzenberg Anniek Pheifer                | Drama Komedie        |                                                          |
| Mi vida                            | 20 november 2019  | Norbert ter Hall                             | Loes Luca                                        | Drama                |                                                          |
| Penoza: The Final Chapter          | 28 november 2019  | Diederik van Rooijen                         | Monic Hendrickx Loek Peters                      | Drama Thriller       |                                                          |
| Project Gio                        | 5 december 2019   | Bas van Teylingen                            | Gio Latooy Belle Zimmerman                       | Komedie              |                                                          |
| Mees Kees in de wolken             | 11 december 2019  | Martijn Smit                                 | Elisa Beuger Sanne Wallis de Vries               | Familiefilm          |                                                          |
| Huisvrouwen bestaan niet 2         | 11 december 2019  | Anielle Webster                              | Jelka van Houten Eva van de Wijdeven             | Drama Komedie        |                                                          |
| April, May en June                 | 19 december 2019  | Will Koopman                                 | Linda de Mol Tjitske Reidinga                    | Drama                |                                                          |